# Parafia św. Jerzego Męczennika w Bielicy
Parafia św. Jerzego Męczennika w Bielicy – rzymskokatolicka parafia znajdująca się w diecezji grodzieńskiej, w dekanacie Lida, na Białorusi.
Parafia posiada kaplicę filialną pw. Matki Bożej Różańcowej w Jelnej oraz kaplicę cmentarną pw. Matki Bożej Różańcowej w Bielicy.

## Historia
Należy do najstarszych parafii w okolicy. Kościół parafialny pw. św. Jerzego Męczennika w Bielicy zbudował w 1486 król Polski Kazimierz IV Jagiellończyk. W 1505 zbudowano nową świątynię, którą 1553 ówczesny właściciel Bielicy hetman wielki litewski Mikołaj Radziwiłł Rudy przekształcił w zbiór kalwiński. Parafia katolicka odrodziła się przed połową XVII w., będąc od tego czasu pod opieką dominikanów z klasztoru w Jelnej. W 1787 gen. Ignacy Feliks Morawski ufundował nowy kościół. Właścicielami świątyni pozostawali Radziwiłłowie.
W 1832, po upadku powstania listopadowego, władze carskie zamknęły klasztor w Jelnej oraz jego filię w Bielicy. W 1837 kościół został przekazany Cerkwi prawosławnej. Została ona przebudowana według kanonów rosyjskiej architektury cerkiewnej i konsekrowana pw. Świętego Ducha. Należała do parafii prawosławnej w Zblanach. Katolikom służyła zbudowana w 1824 kaplica cmentarna pw. Matki Bożej Różańcowej.
W 1919 główna świątynia została zwrócona katolikom i w 1922 przebudowana. W latach międzywojennych parafia leżała w archidiecezji wileńskiej, w dekanacie Lida. Przed II wojną światową liczyła ponad 2000 wiernych i posiadała rektorat w Krzywiczach.
Podczas II wojny światowej Niemcy rozstrzelali proboszcza ks. Stefana Dobrowolskiego. W 1945 Bielica znalazła się w granicach Związku Sowieckiego. Parafia została zlikwidowana, a kościół znacjonalizowany – służył jako szkolna sala sportowa, później opuszczony uległ zniszczeniu. Przetrwała XIX-wieczna kaplica cmentarna, która nawet trafiła na listę zabytków.
Parafia odrodziła się po upadku komunizmu. W 1997 rozpoczęto budowę nowego kościoła, który konsekrował 14 lipca 2011 biskup grodzieński Aleksander Kaszkiewicz.

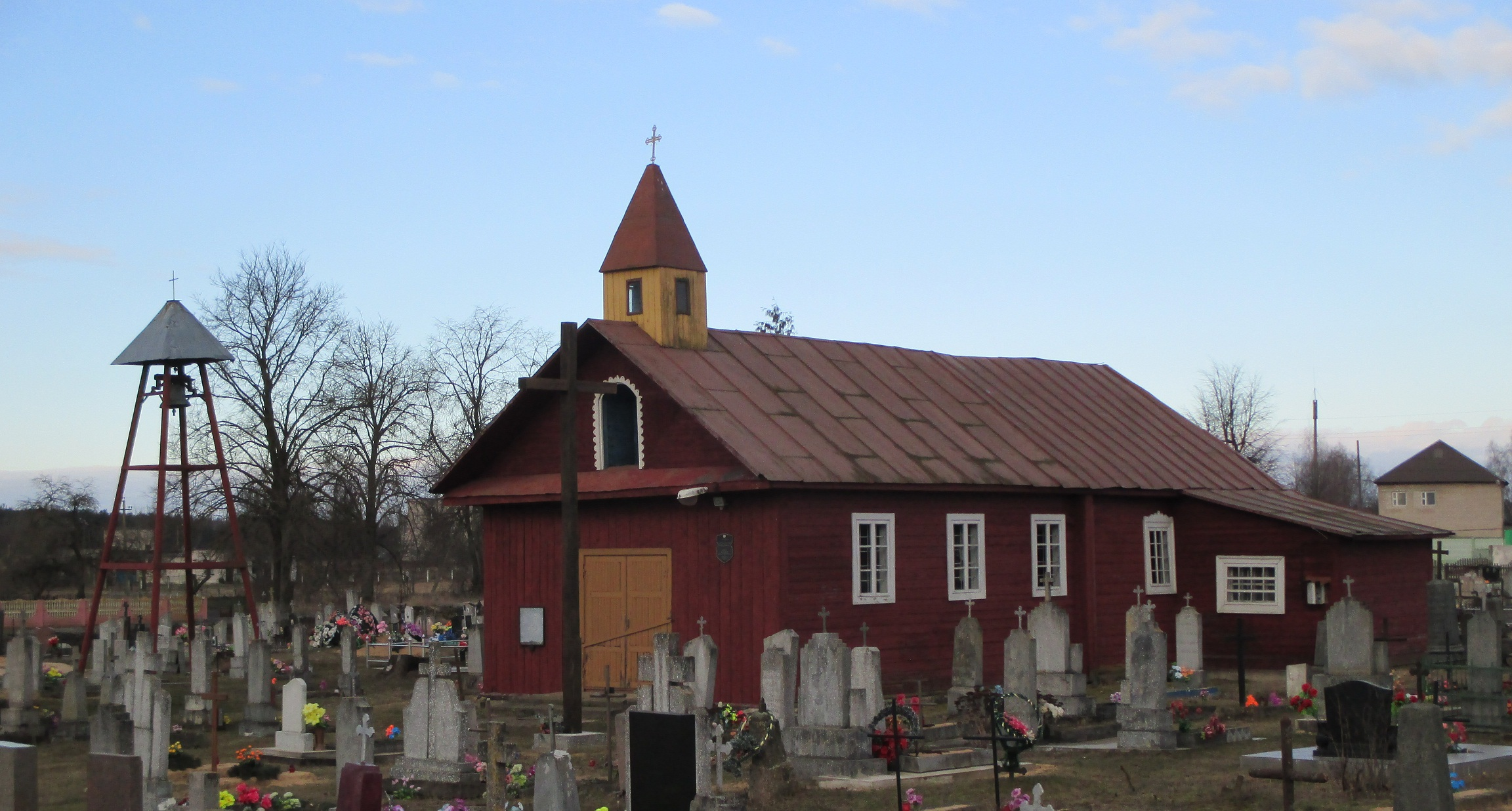
kaplica cmentarna
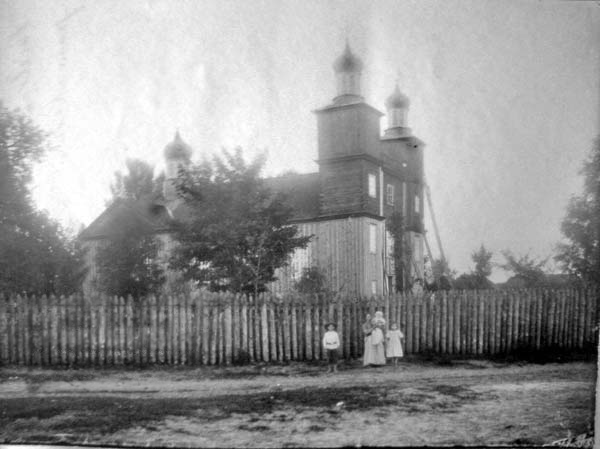
kościół z 1787 jako cerkiew prawosławna (1900), obecnie nieistniejący